# Sunetta menstrualis
Sunetta menstrualis is een tweekleppigensoort uit de familie van de Veneridae. De wetenschappelijke naam van de soort is voor het eerst geldig gepubliceerd in 1843 door Menke.